# ملدریک تیلور
ملدریک تیلور (انگلیسی: Meldrick Taylor؛ زادهٔ ۱۹ اکتبر ۱۹۶۶) بوکسور اهل ایالات متحده آمریکا بود.